# Alla Pugatjova
Alla Borisovna Pugatjova (ryska: Алла Борисовна Пугачёва), född 15 april 1949 i Moskva, Sovjetunionen, är en rysk sångare, skådespelare och fotomodell samt Unicef-ambassadör.
Vid 16 års ålder slog Pugatjova igenom på lokalradion i Ryssland. Pugatjova är en av få personer i historien som representerat sitt hemland i både Eurovision Song Contest (1997) och Intervision Song Contest (1978), där hon även kammade hem segern. År 1997 passerade hennes försäljningssiffror 250 miljoner sålda skivor.
Pugatjova framträdde första gången för en svensk publik i radioprogrammet Galaxen med Jacob Dahlin den 5 november 1980. Dahlin lät henne även medverka i sitt TV-program Jacobs stege, och senare gav dessa även ut låten "Superman" tillsammans endast i Sverige.

## Biografi
Alla Pugatjovas mor hette Zinaida Archipovna Odegova och hennes far var skådespelaren Boris Michajlovitj Pugatjov. Vid fem års ålder medverkade hon i en konsert på Kolonnyj Zal Doma Sojuzov, den mest prestigefyllda konserthallen i Ryssland. År 1956 började hon på musikskola №31 och på musikläroanstalten Ippolitova-Ivanova. Efter det följde studier vid skola №496, från vilken hon tog examen 1964. Vidare studerade hon igen vid Ippolitova-Ivanova, och år 1965 släpptes hennes första låt Robot. Låten var inspelad för den statliga radiostationens morgonprogram God morgon (С добрым утром), och blev snabbt en succé.
År 1966 slutade Pugatjova för gott vid Ippolitova-Ivanova och åkte ut på turné med musikgruppen Junost i västra Sibirien. De efterföljande åren arbetade hon som pianist och kompositör vid den statliga cirkus- och musikalhögskolan. Efter det arbetade hon som sångerska i ett flertal band, bland annat Moskvitji under 1971, Oleg Lundstrems band 1972–1973, och 1974–1975 sjöng hon i bandet Vesiolije Rebjata. Under den perioden spelade hon också in en del sånger för ett antal filmer, bland andra King-Deer, My Dear Boy och 3-Minute Train Stop. År 1974 hamnade hon på tredje plats på musiktävlingen All-Union, vilket var lite av en besvikelse för henne.
År 1975 tilldelades hon "Grand Prix" av den internationella popartisttävlingen "Golden Orpheus-75" i Bulgarien för hennes framförande av låten "Arlekino" av den bulgariske kompositören och sångaren Emil Dimitrov.
Efter priset släpptes albumet Alla Pugatjova Singing exklusivt i Bulgarien, som en sorts tack.
Från 1977 till 1980 var Pugatjova med i musikgruppen Ritm och spelade en av huvudrollerna i filmen A Woman That Sings. Filmen blev mycket populär, och sågs totalt av en publik på 55 miljoner. År 1978 fick hon priset Amber Nightingale då hon vann Intervision Song Contest i Polen för sin sång Kings Can Do Anything, som skrevs till filmen med samma titel.
Efter det följde karriären med fler priser, skivinspelningar, filmroller och med det fick hon en ökad popularitet. Många av hennes sånger har text av poeten Ilja Reznik. Till flera av dem skrev hon själv melodin. Hennes allra största hit var "Miljoner rosor" (Миллион Алых Роз), komponerad av Raimonds Pauls och med text av Andrej Voznesenskij, med vilken hon uppträdde i festivalen Pesnja-83. Sångarens repertoar innehåller mer än 500 låtar på ryska, engelska, tyska, franska, hebreiska, finska, kazakiska, ukrainska, och hennes diskografi innehåller mer än 20 solo LP, CD-skivor och DVD-skivor. Förutom Ryssland och länderna i före detta Sovjetunionen släpptes sångarens album i Japan, Korea, Sverige, Finland, Tyskland, Polen, Tjeckoslovakien och Bulgarien. Den totala skivcirkulationen översteg 250 miljoner exemplar.
Alla Pugatjovas karriär har präglats av både all-union och internationell framgång på musikscenen i länderna i östra och norra Europa. Nu kallas hon "prima donna", "popdrottning", "Rysslands huvudsångare". Från 1976 till början av 1990-talet, enligt resultaten från omröstningar från Sovjetunionens musiklistor, blev hon alltid erkänd som årets bästa sångare.
Den gjorde också stor succé i svensk TV, dit hon inbjöds av programledaren Jacob Dahlin, som själv talade ryska.
År 1991 fick Pugatjova titeln som Folkets artist i Sovjetunionen, det största erkännandet en artist kunde få. Innan dess hade hon bland annat år 1980 och 1985 haft titeln som nationalartist i Ryska SFSR. Regeringen var väldigt ivrig med att ge henne olika typer av priser och erkännanden, något som troligen berodde på hennes frispråkiga uttalanden, som gillades av regeringen. Medan hon aldrig riktigt var emot sovjetregimen, var hennes frispråkiga och ohämmade beteende ibland också en flisa i ögonen på regeringen. Bland annat skall hon en gång ha sagt ”Upp med hakan! Ho Chi Minh må vara död, men jag är fortfarande vid liv.” på en konsert som hölls på Ho Chi Minhs dödsdag. Det uttalandet kunde ha kostat henne fängelsestraff, men på grund av rädslan för att publiken skulle hämnas vågade regeringen inte riskera något genom att arrestera henne.
Efter att Sovjetunionen upplöstes vidgade Pugatjova sina vyer. Hon gav ut tidningen Alla, en egen parfym vid namn Alla och skomärket Alla Pugatjova samt hade en Tupolev Tu-134 som privatflygplan. Hon fick också fler priser, bland annat Regeringens konst- och litteraturpris år 1990 och Andra klassens pris i moderlandets trogna tjänst år 1999, från regeringen, personligen utdelade av dåvarande presidenten Boris Jeltsin.
År 1994 fick Pugatjova en egen platta med sitt namn på Square of Stars i staden Jalta i Ukraina och år 1997 representerade hon Ryssland i Eurovision Song Contest i Dublin, Irland, där hon kom på femtonde plats med bidraget Primadonna.
De senaste åren har hon också medverkat i den populära dokusåpan Star Factory, en motsvarighet till svenska Fame Factory.

## Personlig historia

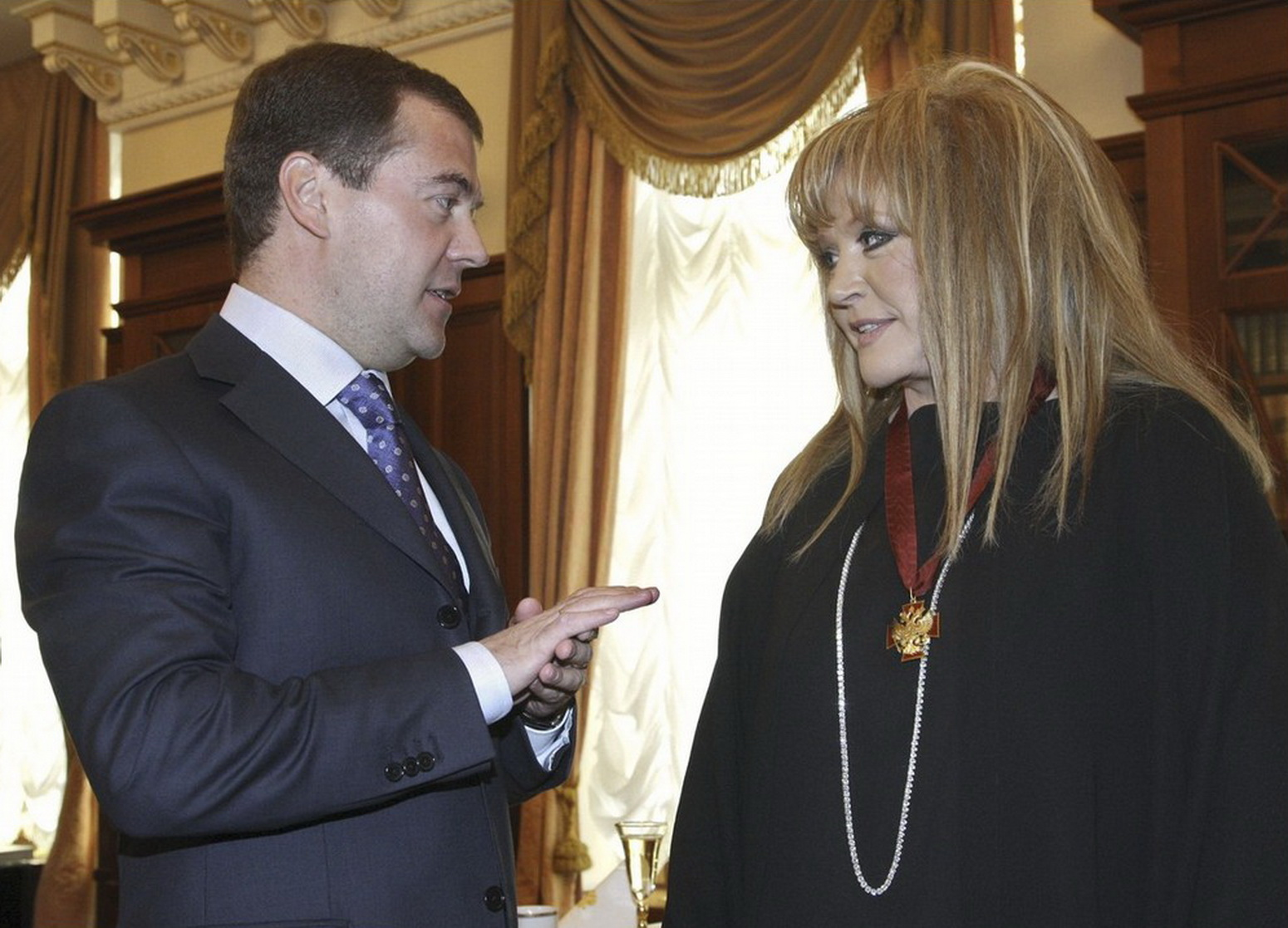
Pugatjova med Dmitrij Medvedev

Pugatjovas personliga liv har haft stora utrymmen i den ryska tabloidpressen. Hennes vikt och rykten om utomäktenskapliga förhållanden har varit mycket populära för tidningarna.
År 1969 gifte hon sig med cirkusartisten Mikolas Orbakas, och 1971 föddes deras dotter Kristina Orbakaite, som nu själv också är en populär sångerska. Paret skiljde sig 1973 efter fyra års äktenskap. Efter det gifte hon sig 1976 med regissören Aleksandr Stefanovitj, vilket ledde till att hon fick flera roller i hans filmer. Deras äktenskap upplöstes 1980, efter segdragna tvister om bland annat vem som skulle få Allas lyxlägenhet i Moskva. År 1985 gifte Alla sig med producenten Jevgenij Boldin, med vilken hon hade flera professionella samarbeten. De ansökte om skilsmässa 1993 med anledningen av att deras arbetsliv påverkade förhållandet för mycket. År 1994 gifte hon sig med sångaren Philip Kirkorov. År 2005 tog det elvaåriga äktenskapet med Kirkorov slut. Dock ryktades det om att hon skulle ha en kärleksaffär med sångaren och skådespelaren Maksim Galkin, mannen som hjälpte henne spela in låten Bud ili ne bud. Den 23 december 2011 gifte sig Pugatjova och Galkin.

## Diskografi

### Album
- 1976 - Alla Pugatjova i Veselije Rebjata [Алла Пугачева и Веселые Ребята]
- 1978 - Mirror of the Soul [Зеркало души]
- 1979 - "Arlekino" i drugije ["Арлекино" и другие]
- 1979 - Alla Pugatjova i Iosif Kobzon [Алла Пугачева и Иосиф Кобзон]
- 1980 - Be Beyond A Fuss Of Life [Поднимись над суетой]
- 1980 - Diskoteka A [Дискотека А]
- 1980 - Something's Still to Come... [То ли еще будет...]
- 1981 - How Disturbing Is This Way [Как тревожен этот путь]
- 1982 - U nas v gostiach Maestro [У нас в гостях Маэстро]
- 1982 - Parad planet [Парад планет]
- 1983 - Ah, How I Wish To Live [Ах, как хочется жить]
- 1983 - Million roz [Миллион роз] (utgiven i Japan)
- 1984 - Alla Pugatjova - Soviet Superstar (utgiven i Finland och Sverige)
- 1985 - Watch Out! (utgiven i Sverige)
- 1985 - Alla Pugacheva i Stockholm [Алла Пугачева В Стокгольме]
- 1986 - ...Happiness in Private Life [...Счастья в личной жизни]
- 1986 - I've Come and Say... [Пришла и говорю...]
- 1988 - Songs Instead Of Letters [Песни вместо писем]
- 1989 - Ferry Captain [Паромщик] (utgiven i Finland)
- 1990 - Alla [Алла]
- 1991 - Christmas Meetings '91 [Рождественские встречи]
- 1992 - Christmas Meetings '92 [Рождественские встречи]
- 1994 - I Believe In You [Верю в тебя]
- 1995 - Gentlemen, Dont Hurt My Feelings [Не делайте мне больно, господа]
- 1995 - The Path of a Star [Путь звезды]
- 1996 - En återutgivning på 13 cd med material tidigare bara utgivet på LP och MC: 
  - Over the Sharp Needles of the Bright Flame [По острым иглам яркого огня]
  - Ah, How I Want to Live! [Ах, как хочется жить!]
  - And That's What All My Sadness Is [И в этом вся моя печаль]
  - Only in Movies [Только в кино]
  - That's Tomorrow, But Today... [Это завтра, а сегодня...]
  - Ticket to Yesterday's Show [Билет на вчерашний спектакль]
  - Rendez-vous on the Way [Встречи в пути]
  - On the Road of Expectations [На дороге ожиданий]
  - Ponderings by the Fireplace [Размышления у камина]
  - That Happened One Time [Это было однажды]
  - Lady From the Coutryside Outpost [Барышня с Крестьянской заставы]
  - Alla Pugacheva in Stockholm [Алла Пугачева в Стокгольме]
  - Songs for the Encore [Песни на бис]
- 1996 - Alla Pugacheva Sings [Поет Алла Пугачева] (skrivet av Aleksandr Zazepin)
- 1997 - Two Stars [Две звезды] (with Vladimir Kuzmin)
- 1998 - Yes! [Да!]
- 1998 - Surprise from Alla Pugacheva [Сюрприз от Аллы Пугачевой]
- 2001 - River Tram [Речной трамвайчик]
- 2002 - Was There a Boy? [А был ли мальчик?]
- 2002 - This is Love [Это Любовь] (med Maksim Galkin)
- 2003 - Live Peacefully, Country! [Живи спокойно, страна!]

### Singlar
- 1985 - Superman (med Jacob Dahlin, endast utgiven i Sverige)
- 1997 - Primadonna [Примадонна] (bidraget från Eurovision Song Contest)
- 2000 - White Snow [Белый снег]
- 2000 - Madam Broshkina [Мадам Брошкина]